# Gare de Valladolid-Campo de Béjar
Ne doit pas être confondu avec Gare de Valladolid-Campo Grande ou Gare de Valladolid-La Esperanza.
La gare de Valladolid-Campo de Béjar est la deuxième gare ferroviaire de Valladolid à avoir été mise en service. Elle a été exploitée de 1890 à 1952. Aujourd'hui, elle a été transformée en gare routière.

## Histoire
La gare de Campo de Béjar est construite en 1890, elle entre en service le 1er décembre 1890.
En 1952, le tracé urbain des voies étroites des chemins de fer est totalement démantelé par l'État.

## La gare aujourd'hui
La gare de Campo de Béjar est aujourd'hui la gare routière de la ville.